# Longiperna zonata
Longiperna zonata is een hooiwagen uit de familie Gonyleptidae.